# Сильтсайм
Сильтсайм (фр. Siltzheim) — коммуна на северо-востоке Франции в регионе Гранд-Эст (бывший Эльзас — Шампань — Арденны — Лотарингия), департамент Нижний Рейн, округ Саверн, кантон Ингвиллер. До марта 2015 года коммуна административно входила в состав упразднённого кантона Сар-Юньон (округ Саверн).
Площадь коммуны — 6,96 км², население — 615 человек (2006) с тенденцией к росту: 643 человека (2013), плотность населения — 92,4 чел/км².

## Население
Население коммуны в 2011 году составляло 656 человек, в 2012 году — 650 человек, а в 2013-м — 643 человека.
| 1962 | 1968 | 1975 | 1982 | 1990 | 1999 | 2006 | 2008 | 2011 | 2012 | 2013 |
| ---- | ---- | ---- | ---- | ---- | ---- | ---- | ---- | ---- | ---- | ---- |
| 459  | 481  | 505  | 538  | 551  | 582  | 615  | 628  | 656  | 650  | 643  |

Динамика населения:

## Экономика
В 2010 году из 421 человек трудоспособного возраста (от 15 до 64 лет) 310 были экономически активными, 111 — неактивными (показатель активности 73,6 %, в 1999 году — 65,8 %). Из 310 активных трудоспособных жителей работали 285 человек (157 мужчин и 128 женщин), 25 числились безработными (8 мужчин и 17 женщин). Среди 111 трудоспособных неактивных граждан 24 были учениками либо студентами, 49 — пенсионерами, а ещё 38 — были неактивны в силу других причин.